# Egil Søby
Egil Vike Søby (Tønsberg, 25 de noviembre de 1945) es un deportista noruego que compitió en piragüismo en la modalidad de aguas tranquilas.
Participó en dos Juegos Olímpicos de Verano en los años 1968 y 1972, obteniendo dos medallas, oro en México 1968 y bronce en Múnich 1972. Ganó tres medallas en el Campeonato Mundial de Piragüismo entre los años 1966 y 1971, y dos medallas en el Campeonato Europeo de Piragüismo en los años 1967 y 1969.

## Palmarés internacional
| Juegos Olímpicos   | Juegos Olímpicos          | Juegos Olímpicos  | Juegos Olímpicos |
| Año                | Lugar                     | Medalla           | Evento           |
| ------------------ | ------------------------- | ----------------- | ---------------- |
| 1968               | Ciudad de México (México) | Medalla de oro    | K4 1000 m        |
| 1972               | Múnich (RFA)              | Medalla de bronce | K4 1000 m        |
| Campeonato Mundial |                           |                   |                  |
| Año                | Lugar                     | Medalla           | Evento           |
| 1966               | Berlín Oriental (RDA)     | Medalla de plata  | K2 10 000 m      |
| 1970               | Copenhague (Dinamarca)    | Medalla de oro    | K4 10 000 m      |
| 1971               | Belgrado (Yugoslavia)     | Medalla de plata  | K2 10 000 m      |
| Campeonato Europeo |                           |                   |                  |
| Año                | Lugar                     | Medalla           | Evento           |
| 1967               | Duisburgo (RFA)           | Medalla de bronce | K1 10 000 m      |
| 1969               | Moscú (URSS)              | Medalla de plata  | K2 10 000 m      |